# العلاقات الأيرلندية الدومينيكية
العلاقات الأيرلندية الدومينيكية هي العلاقات الثنائية التي تجمع بين جمهورية أيرلندا ودومينيكا.

## مقارنة بين البلدين
هذه مقارنة عامة ومرجعية للدولتين:
| وجه المقارنة                                              | جمهورية أيرلندا                                       | دومينيكا              |
| --------------------------------------------------------- | ----------------------------------------------------- | --------------------- |
| المساحة (كم2)                                             | 70.27 ألف                                             | 751                   |
| عدد السكان (نسمة)                                         | 4.76 مليون                                            | 73.92 ألف             |
| الكثافة السكانية (ن./كم²)                                 | 67.74                                                 | 9.84 ألف              |
| العاصمة                                                   | دبلن                                                  | روسو                  |
| اللغة الرسمية                                             | اللغة الأيرلندية، لغة إنجليزية، الإنجليزية الأيرلندية | لغة إنجليزية          |
| العملة                                                    | جنيه أيرلندي، يورو، عملات اليورو الأيرلندية           | دولار شرق الكاريبي    |
| الناتج المحلي الإجمالي (بليون دولار)                      | 333.73 مليار                                          | 562.54 مليون          |
| الناتج المحلي الإجمالي (تعادل القوة الشرائية) بليون دولار | 318.16 مليار                                          | 789.63 مليون          |
| الناتج المحلي الإجمالي الاسمي للفرد دولار أمريكي          | 61.13 ألف                                             | 7.12 ألف              |
| الناتج المحلي الإجمالي للفرد دولار أمريكي                 |                                                       | 10.88 ألف             |
| مؤشر التنمية البشرية                                      | 0.916                                                 | 0.724                 |
| رمز المكالمات الدولي                                      | +353                                                  | +1767                 |
| رمز الإنترنت                                              | .ie                                                   | .dm                   |
| المنطقة الزمنية                                           | 00، ت ع م+01:00، أوروبا/دبلن ‏                         | 00، توقيت أطلنطي موحد |

## منظمات دولية مشتركة
يشترك البلدان في عضوية مجموعة من المنظمات الدولية، منها:
| علم المنظمة | اسم المنظمة                        | تاريخ انضمام جمهورية أيرلندا | تاريخ انضمام دومينيكا |
| ----------- | ---------------------------------- | ---------------------------- | --------------------- |
|             | مؤسسة التنمية الدولية              | 22 ديسمبر 1960               | 29 سبتمبر 1980        |
|             | يونسكو                             | 3 أكتوبر 1961                | 9 يناير 1979          |
|             | وكالة ضمان الاستثمار متعدد الأطراف | 27 أكتوبر 1989               | 7 أكتوبر 1991         |
|             | الأمم المتحدة                      | 14 ديسمبر 1955               | 18 ديسمبر 1978        |
|             | الاتحاد البريدي العالمي            | ?                            | ?                     |
|             | البنك الدولي للإنشاء والتعمير      | 8 أغسطس 1957                 | 29 سبتمبر 1980        |
|             | الاتحاد الدولي للاتصالات           | 8 ديسمبر 1923                | 28 أكتوبر 1996        |
|             | منظمة حظر الأسلحة الكيميائية       | ?                            | ?                     |
|             | مؤسسة التمويل الدولية              | 11 سبتمبر 1958               | 29 سبتمبر 1980        |
|             | منظمة التجارة العالمية             | ?                            | ?                     |
|             | منظمة الشرطة الجنائية الدولية      | ?                            | ?                     |

## وصلات خارجية
- موقع وزارة الخارجية الأيرلندية